# Danka Jurčević
Časna sestra Danka Jurčević (Jarodol, Vitez, 29. siječnja 1950. – Kakanj, 30. rujna 1996.), hrv. bh. časna sestra, mučenica, žrtva ratnog zločina

## Životopis
Rođena je u Jarodolu, župa i općina Vitez, od roditelja Joze i Lucije r. Frljić. U Zagrebu je položila doživotne redovničke zavjete 15. kolovoza 1970. u Družbi sestara Kćeri Božje ljubavi. Završila Katehetski institut pri Katoličkom bogoslovnom fakultetu u Zagrebu. Nakon studija bila katehistica i voditeljica crkvenoga pjevanja u župama diljem Hrvatske i Bosne i Hercegovine. 
Bila je neumorna odgojiteljica djece u vjeri. Uvijek je imala vremena za djecu i mlade. Važnost pridavala kontaktu s obiteljima, odgoju u vjeri i sakramentalnom životu vjernika. Vrlo je uspješno vodila crkveni zbor, maštovito uređivala crkvu i oltare za razne proslave kao što su: zaštitnik župe, prve pričesti, krizme i mlade mise.
Službovala je u Kaknju, Puli, Zapulju, Sarajevu, Derventi i ponovno u Kaknju. Na službi u Kaknju zatekao ju je rat u BiH, ali je nastavila djelovati u župi.
U Kaknju su ju ubili muslimanski ekstremisti 30. rujna 1996. u 20:10 sati, pokraj zgrade župnog Caritasa. Ubojstvo je unaprijed isplanirano i počinjeno s osam uboda u srce i posjekotina nožem. Ubijena je u crkvenom dvorištu kad su župnik i kapelan bili službeno odsutni. Ubojica je vidjevši što je učinio, bacio okrvavljeni nož i pobjegao. Susjedi su odmah obavijestili sestre, stigao je župnik, pa policija, te vještaci. Sud je donio presudu, ubojica je odležao u zatvoru, ali do danas su ostale nerazriješene okolnosti ubojstva s. Danke. 
Sam papa Ivan Pavao II. poslao je poruku sućuti i očinski blagoslov kardinalu Vinku Puljiću, i preko njega sestrama Kćerima Božje ljubavi, te vrhovnoj glavarici Družbe Kćeri Božje ljubavi s. Nicolini Hendges. Sprovod i misu zadušnicu predvodio je kardinal Vinko Puljić 2. listopada 1996., u zajedništvu sa 70-ak svećenika, u prisutnosti oko 100 redovnica različitih družbi, roditelja pokojnice, braće i sestara i rodbine, te više od 7000 ljudi: katolika, pravoslavaca i muslimana.
Godine 2006. povodom 10. obljetnice smrti s. Danke, s. Slavica Buljan, članica iste redovničke Družbe, koja se često susretala sa s. Dankom i mons. Petar Jukić, s kojim je s. Danka surađivala u zauzetom uprisutnjenju Božje ljubavi u Kaknju, izdali su knjigu-životopis pod naslovom "Sestra Danka svjedok vjere". Molitvenim sjećanjem u Kaknju se obilježava obljetnica mučeničke smrti s. Danke. Rado je i često spominjana kao šesta mučenica u Družbi koja se priključila blaženim Drinskim mučenicama.

## Citati
Znala je teških ratnih godina reći: „Nikamo iz Bosne“.

## Vanjske poveznice
- Facebook Razgovori o vjeri - DANAS JE GODIŠNJICA UBOJSTVA S. DANKE
- HRK Vijesti - Obilježena 20. godišnjica mučeničke smrti s. M. Danke Jurčević, članice Družbe Kćeri Božje ljubavi